# 専門学校大阪ビジュアルアーツ・アカデミー
専門学校大阪ビジュアルアーツ・アカデミー（せんもんがっこうおおさかビジュアルアーツ・アカデミー）は、大阪府大阪市北区曽根崎新地にある専門学校。旧校名は大阪写真専門学校。学校法人21世紀アカデメイアが運営する。

## 概要
学校法人21世紀アカデメイアグループの学校で、大阪府内に専門学校大阪デザイナー・アカデミー、専門学校大阪ビジネス・アカデミー、専門学校大阪ホスピタリティ・アカデミーの3校を姉妹校に持つ。また、ビジュアルアーツ・アカデミーは大阪や東京など国内に4校存在する。
平成29年度には、設置学科すべてにおいて職業実践専門課程の指定校として文部科学大臣より認定される。

## 沿革
- 1966年 - 大阪写真専門学校として設立
- 1977年 - 専修学校認可
- 1994年 - ビジュアルアーツ専門学校に校名変更
- 2024年 - 専門学校大阪ビジュアルアーツ・アカデミーに校名変更

## 学科編成
- 写真学科
- 放送・映画学科
- 映像音響学科
- 音響芸術学科
- ミュージシャン学科
- 声優学科
- マスコミ出版・芸能学科
- ダンス学科

### 募集停止中
- 写真学科（3年制）
- 放送・映画学科（3年制）
- マスコミ編集学科
- 写真学科（夜間部）
- 音響芸術学科（夜間部）

## 主な卒業生
| 写真家 - 阿部淳 - 上田義彦 - 中島大輔 - 二宮ユーキ - 映像作家としても活動 - 野波浩 映画監督・演出家・映像作家 - 石原貴洋 - 大森研一 - 河瀨直美 - 小谷忠典 - 小林和紘 - 島田角栄 - 西尾孔志 - 長谷川琢真 - 堀内博志 - 山田雅史 | 音楽家 - 神野貴志 - 百々政幸 声優 - 上絛千尋 - 濱健人 - 前田誠二 - 水谷麻鈴 その他 - 沢井亮 - AV男優 - 西尾季隆 - お笑い芸人、X-GUNメンバー - さがね正裕 - お笑い芸人、X-GUNメンバー - 木田 - お笑い芸人、ガクヅケメンバー(中退) |

## 所在地
- 〒530-0002 大阪市北区曽根崎新地2-5-23
  - 最寄り駅： JR大阪駅 桜橋口、地下鉄西梅田駅 または JR東西線北新地駅
四つ橋筋桜橋交差点南へ一筋目西へ200メートル行ったところに所在する。また、京阪渡辺橋駅からも近く、便利な立地である。